# The Next Day
The Next Day é o vigésimo quinto álbum do cantor e compositor britânico David Bowie, lançado em 8 de março de 2013. Foi o primeiro álbum do artista em dez anos, desde Reality de 2003.
Em apenas uma semana, o álbum se tornou o mais vendido no Reino Unido, feito que Bowie não atingia desde 1993 com Black Tie White Noise.
| Críticas profissionais | Críticas profissionais |
| Pontuações agregadas   | Pontuações agregadas   |
| Fonte                  | Avaliação              |
| ---------------------- | ---------------------- |
| Metacritic             | 84/100                 |
| Avaliações da crítica  |                        |
| Fonte                  | Avaliação              |
| Allmusic               | [ 6 ]                  |
| BBC Music              | very positive          |
| The Daily Telegraph    | [ 8 ]                  |
| The Guardian           | [ 9 ]                  |
| The Independent        | [ 10 ]                 |
| Mojo                   | [ 11 ]                 |
| NME                    | 8/10                   |
| Q                      | [ 13 ]                 |
| Rolling Stone          | [ 14 ]                 |
| The Times              | [ 15 ]                 |

## Faixas
Todas as canções escritas por David Bowie, exceto onde indicado.
| N.º            | Título                                           | Duração |  |
| 1.             | "The Next Day"                                   | 3:27    |  |
| 2.             | "Dirty Boys"                                     | 2:58    |  |
| 3.             | "The Stars (Are Out Tonight)"                    | 3:56    |  |
| 4.             | "Love Is Lost"                                   | 3:57    |  |
| 5.             | "Where Are We Now?"                              | 4:08    |  |
| 6.             | "Valentine's Day"                                | 3:01    |  |
| 7.             | "If You Can See Me"                              | 3:15    |  |
| 8.             | "I'd Rather Be High"                             | 3:53    |  |
| 9.             | "Boss of Me" (Bowie, Gerry Leonard)              | 4:09    |  |
| 10.            | "Dancing Out in Space"                           | 3:24    |  |
| 11.            | "How Does the Grass Grow?" (Bowie, Jerry Lordan) | 4:33    |  |
| 12.            | "(You Will) Set the World On Fire"               | 3:30    |  |
| 13.            | "You Feel So Lonely You Could Die"               | 4:41    |  |
| 14.            | "Heat"                                           | 4:25    |  |
| Duração total: | Duração total:                                   | 53:17   |  |